# Martín Alund
Martín Alund, né le 26 décembre 1985 à Mendoza, est un joueur argentin de tennis professionnel.

## Carrière
Il a remporté 13 tournois Future et perdu 3 finales en Challenger.

### 2013
À São Paulo en 2013, il passe près de la finale en prenant 1 set à Rafael Nadal (no 5 mondial) en demi-finale (3-6, 7-62, 1-6), il signe sur son parcours sa plus belle performance avec une victoire face à Jérémy Chardy no 25 (6-4, 4-6, 7-65). Il confirme ensuite cette bonne année avec un huitième de finale à Acapulco et une victoire face à Lleyton Hewitt à Houston. Il participe à Roland-Garros et à Wimbledon où il parvient à prendre un set à David Ferrer alors no 4 mondial. Il atteint son meilleur classement absolu en mars à la 84e position.

## Parcours dans les tournois duGrand Chelem

### En simple
| Année | Open d'Australie | Open d'Australie | Internationaux de France | Internationaux de France | Wimbledon       | Wimbledon | US Open | US Open |
| ----- | ---------------- | ---------------- | ------------------------ | ------------------------ | --------------- | --------- | ------- | ------- |
| 2013  | —                | —                | 1er tour (1/64)          | É. Roger-Vasselin        | 1er tour (1/64) | D. Ferrer | —       | —       |

N.B. : à droite du résultat se trouve le nom de l'ultime adversaire.

### En double
N'a jamais participé à un tableau final.